# Morag Hood
Morag Hood (Glasgow, 12 dicembre 1942 – Londra, 5 ottobre 2002) è stata un'attrice scozzese.
Dopo essersi laureata all'Università di Glasgow, ottiene un lavoro come presentatrice di un programma per giovani della televisione scozzese. Nell'aprile 1964 intervista i Beatles.
Nel 1972 interpreta il ruolo di Nataša Rostova nell'adattamento televisivo della BBC di Guerra e pace. In seguito recita in tante altre serie televisive inglesi.
Muore in un ospedale di Londra il 5 ottobre 2002 a 59 anni, per un tumore.

## Filmografia parziale
- Sfida per la vittoria (A Shot at Glory), regia di Michael Corrente (2000)